# Jan Tschichold
Jan Tschichold (ur. 2 kwietnia 1902 w Lipsku jako Johannes Tzschichhold, zm. 11 sierpnia 1974 w Locarno) – typograf, twórca krojów pisma, projektant książek, nauczyciel, pisarz. W środowiskach typograficznych uznany za jednego z największych typografów XX wieku.

## Życie
Był synem prowincjonalnego malarza szyldów i od dzieciństwa uczył się kaligrafii. Artystyczny dom oraz wyćwiczona kaligraficzna ręka wyróżniała go spośród większości typografów jego czasów, którzy wykorzystywali zazwyczaj wiedzę o architekturze lub malarstwie. Może to też tłumaczyć, dlaczego nigdy nie pracował na spersonalizowanych czcionkach i ręcznie czerpanym papierze, ale używał popularnych krojów oraz uważnie wybierał rodzaje papieru spośród dostępnych na rynku.
Po przejęciu władzy przez Hitlera wszyscy projektanci musieli być zarejestrowani w Ministerstwie Kultury, a nauczyciele, na których padł choćby cień podejrzenia o sympatyzowanie z komunizmem, musieli się liczyć z utratą posady. Niedługo po objęciu przez Tschicholda posady nauczyciela w Monachium, którą otrzymał za wstawiennictwem Paula Rennera (twórcy kroju Futura), obaj zostali oskarżeni o bycie „kulturalnymi bolszewikami”. Dziesięć dni po dojściu NSDAP do władzy w marcu 1933 roku Tschichold wraz z żoną zostali aresztowani, a Gestapo skonfiskowało wszystkie egzemplarze jego książki. Po sześciu tygodniach policjant wręczył im bilety do Szwajcarii, a w sierpniu 1933 roku rodzina Tschicholdów wyjechała z nazistowskich Niemiec.
Oprócz dwóch dłuższych pobytów w Anglii w 1937 (w ramach zaproszenia czasopisma „The Penrose Annual”) i między 1947 a 1949 (na zaproszenie Ruariego McLeana, brytyjskiego typografa, z którym współpracował przy projektowaniu książek dla Penguin Books) przez resztę życia mieszkał w Szwajcarii. Zmarł w szpitalu w Locarno w 1974 roku.

## Projektowanie

### Etap modernistyczny
Zainteresowania Tschicholda skierowały się ku modernistycznym zasadom projektowania po wizycie na pierwszej wystawie Bauhausu w Weimarze. Stał się wiodącym popularyzatorem tego sposobu projektowania: najpierw przez istotny dodatek do magazynu z 1925 roku pt. Typographische Mitteilungen (czyli „Zagadnienia podstaw typografii”), później dzięki wystawie swoich prac w 1927 – Die Frau ohne Namen. Najsłynniejszą pracą Tschicholda na temat współczesnego projektowania jest Nowa typografia. Książka ta była manifestem nowoczesnego dizajnu, w której Tschichold potępiał wszystkie typy krojów oprócz bezszeryfowych (zwanych w Niemczech groteskami), faworyzował również układ zdecentralizowany (np. na czwórce tytułowej). Jednak, co najważniejsze, dzięki Die Neue Typographie skodyfikowano wiele zasad współczesnego projektowania. Optował za wykorzystywaniem standardowych formatów arkuszy dla wszelkich typów publikacji i po raz pierwszy jasno wytłumaczył, jak efektywnie wykorzystywać różne wielkości i grubości krojów, aby prosto i czytelnie przekazać informację. W następstwie powstała też seria praktycznych instrukcji współczesnego projektowania, która miała ogromny wpływ na grafików i drukarzy w Niemczech.

### Etap klasycystyczny

Złoty podział strony według Van de Graafa. Tschichold wzorował się na tym układzie w fazie klasycystycznej

Choć Nowa typografia stała się książką kanoniczną, od 1932 roku Tschichold powoli porzucał swoje surowe poglądy na rzecz klasycyzmu w projektowaniu (czego dowodem zaprojektowany przez niego krój Saskia oparty na proporcjach antykwy). W późniejszych latach Tschichold odciął się od swoich tez z Nowej typografii, ponieważ uznał je za zbyt ekstremalne. Poszedł też dalej – ogólnie potępił nurt współczesnego projektowania i uznał go za zbyt autorytarny i oderwany od rzeczywistości.
W latach 1947–1949 Tschichold mieszkał w Wielkiej Brytanii, gdzie sprawował pieczę nad przeprojektowaniem 500 okładek książek wydawnictwa The Penguin’s Books, dla których specjalnie stworzył standardowe zasady wydawania, tzw. The Penguin Composition Rules. Choć nadał książkom Pingwina (zwłaszcza serii z pelikanem) ujednolicony wygląd i wprowadził wiele skutecznych, stosowanych do dzisiaj rozwiązań typograficznych, każdej książce pozwalał w sposób naturalny na narodzenie się jej formy, co skutkowało różnorodnymi okładkami i stronami tytułowymi. Podczas pracy dla firmy przygotowującej tanie, znane książeczki Tschichold starał się podążać za marką Pingwina – wykorzystywał formy kultury popularnej, np. konwencję plakatu filmowego.
Odejście od projektowania modernistycznego oznaczało, że choć po wojnie nadal mieszkał w Szwajcarii, nie brał już udziału w narodzinach powojennej szwajcarskiej szkoły projektowania. Nieprzychylny krojom realistycznym czy neogroteskowym, w których widział nędznie zaprojektowane i powstałe z martwych modernistyczne czcionki, nie uwzględnił ich w swoim przeglądzie krojów reklamowych, ponieważ stwierdził, że „są to dziewiętnastowieczne relikty, które ostatnio cieszą się krótkotrwałą popularnością”.

## Kroje

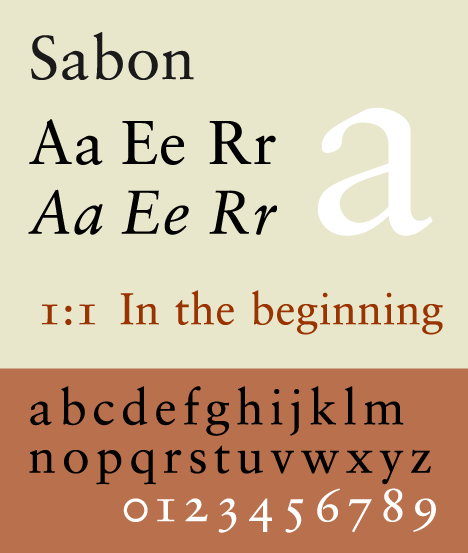
Krój Sabon

Między 1926 a 1929 Tschichold zaprojektował „uniwersalny alfabet”, aby uporządkować niektóre wielograficzne lub niefonetyczne znaki w języku niemieckim. Wynalazł m.in. zupełnie nowe glify wieloznaków ch i sch. Jego zamiarem była zmiana pisowni przez systematyczne zastępowanie eu przez oi, w przez v i z przez ts. Długie samogłoski oprócz makronu pod spodem miały być wyróżniane także umlautem nad literą. Alfabet został przedstawiony w formie jednego kroju bezszeryfowego pozbawionego wielkich liter.
Kroje zaprojektowane przez Tschicholda:
- Transit (1931)
- Saskia (1931/1932)
- Zeus (1931)
- Sabon (1966/1967)
- Classical Garamond
- Ivan Rechniev
- Ivan Stencil[8]

Sabon został zaprojektowany, aby można go było reprodukować zarówno w monotypie, jak i w linotypie. Niedługo po wyprodukowaniu zaczął korzystać z niego Bradbury Thompson, aby złożyć Washburn College Bible. Później został opracowany i zastosowany przez Linotype Sabon Next jako „interpretacja” oryginalnego Sabona.